# Чинди
Чинди (самоназвание — chʼį́įdii, англ. chindi) — призрак или дух умершего человека по верованиям индейцев навахо. В переводе с языка навахо означает «враг с севера».
Согласно легендам навахо, чинди — это не зверь, не демон и даже не дух. Это часть человека, которая была не согласна с каким-либо его поступком при жизни. Теперь эта часть мстит другим людям.
Другая интерпретация заключается в том, что чинди является отрицательной энергией, то есть всем тем, что можно было отнести к плохим мыслям, действиям или поступкам человека. Существует и третья гипотеза, которая гласит, что дух чинди забирал себе всю энергию, которую человек при жизни тратил на мечты и грёзы, все те силы, с которыми человек стремился к достижению своих целей. А также забирал и ту энергию, которую человек потратил на горе и разочарование, когда не смог достичь цели или осуществить мечту. Чем ярче и красочнее мечты, тем сильнее становился чинди, питаясь такой энергией.
Считается, что чинди покидает тело с его последним вздохом. Любая встреча, контакт, соприкосновение с этим привидением повлечёт за собой «призрачную болезнь» или даже смерть. У индейцев навахо есть обычай: уничтожать все вещи покойного, дабы чинди не явился за ними и не принёс с собой беды. Нельзя также произносить имени умершего. Если обычай не соблюсти, то чинди обязательно вернётся и заразит других членов семьи покойного.
Если встреча с чинди произойдёт на открытой местности, то она будет удачной, чинди растворится, и болезнь и смерть обойдут стороной. Если же чинди окажется в помещении и настигнет человека с болезнью или смертью, то считается, что чинди может остаться в хогане навечно. Как правило, в таком случае жители покидают свой хоган.
Кроме того, говорят, что чинди часто является пылевым смерчем. Если такой вихрь крутится по часовой стрелке, то он является добрым духом, а если против часовой, то злым.